# Randeckerhof
Der  Randeckerhof  ist ein amtlich benannter Wohnplatz in Neuhemsbach, einer Ortsgemeinde im Landkreis Kaiserslautern in Rheinland-Pfalz.

## Geografie und Verkehrsanbindung
Der Randeckerhof liegt südlich des Kernortes Neuhemsbach an der Landesstraße L 394. Durch den Ort fließt der Billesbach, ein linker Zufluss des Hemsbaches. Westlich fließt die Alsenz und verläuft die B 48.

## Baudenkmale
- Das barocke Herrenhaus ist ein Walmdachbau, der aus dem 18. Jahrhundert stammt (siehe Liste der Kulturdenkmäler in Neuhemsbach).